# Internationaux de Nouvelle-Calédonie

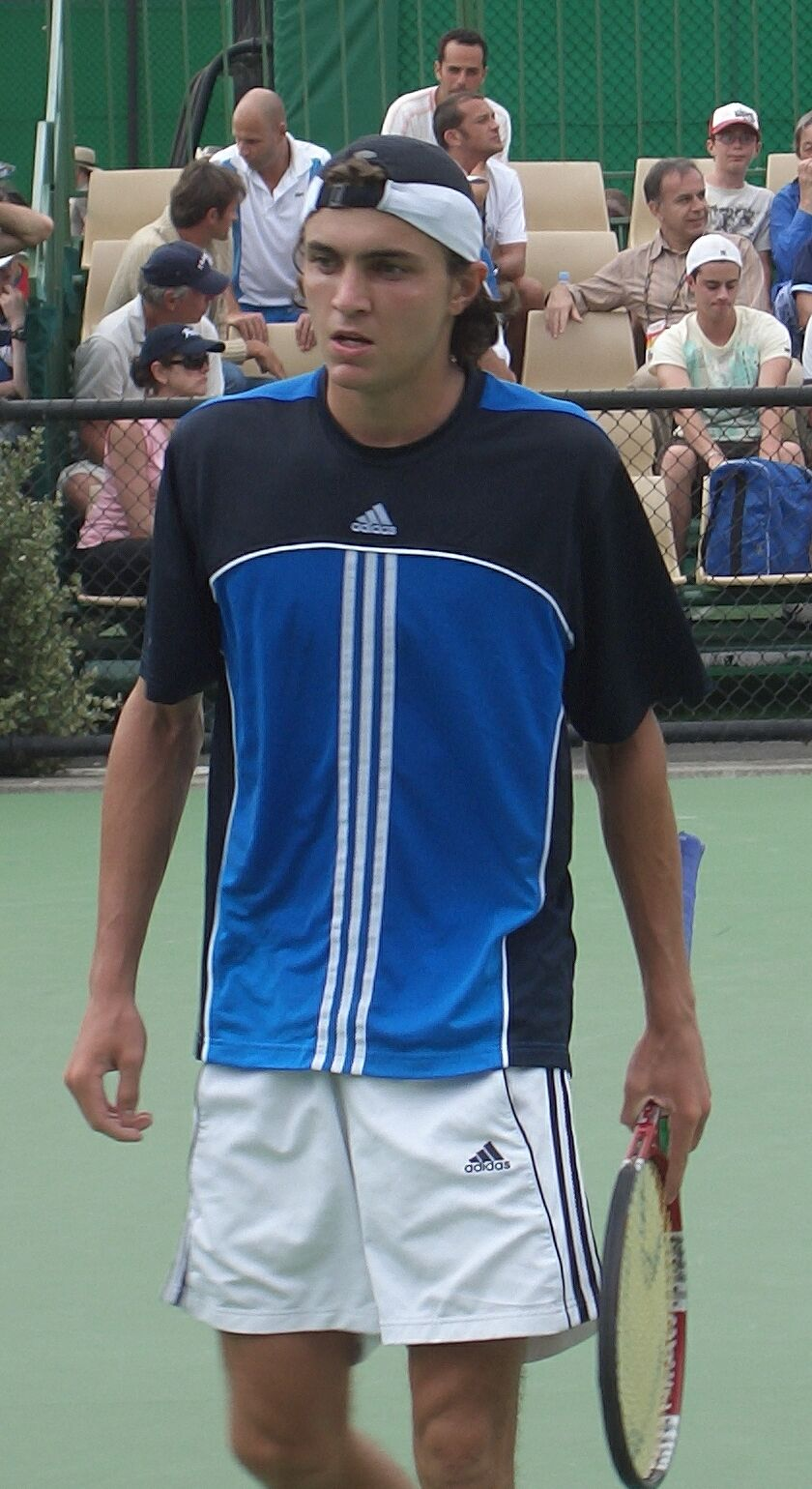
Gilles Simon, che ha vinto due edizioni del torneo nel 2005 e nel 2006

Gli Internationaux de Nouvelle-Calédonie sono un torneo di tennis maschile che si tiene annualmente a Nouméa, in Nuova Caledonia, Francia. Si svolge tradizionalmente la prima settimana di gennaio ed è quindi uno dei primi tornei dell'anno. Viene organizzato dal 2005.

## Albo d'oro

### Singolare
| Anno       | Campione             | Finalista                | Punteggio        |
| ---------- | -------------------- | ------------------------ | ---------------- |
| 2025       | Shintarō Mochizuki   | Moerani Bouzige          | 6–1, 6–3         |
| 2024       | Arthur Cazaux        | Enzo Couacaud            | 6–1, 6–1         |
| 2023       | Raul Brancaccio      | Laurent Lokoli           | 4–6, 7–5, 6–2    |
| 2022- 2021 | Non disputato        | Non disputato            | Non disputato    |
| 2020       | Jeffrey John Wolf    | Yūichi Sugita            | 6–2, 6–2         |
| 2019       | Mikael Ymer          | Noah Rubin               | 6–3, 6–3         |
| 2018       | Noah Rubin           | Taylor Fritz             | 7–5, 6–4         |
| 2017       | Adrian Mannarino (3) | Nikola Milojević         | 6–3, 7–5         |
| 2016       | Adrian Mannarino (2) | Alejandro Falla          | 5–7, 6–2, 6–2    |
| 2015       | Steve Darcis         | Adrián Menéndez Maceiras | 6–3, 6–2         |
| 2014       | Alejandro Falla      | Steven Diez              | 6–2, 6–2         |
| 2013       | Adrian Mannarino (1) | Andrej Martin            | 6–4, 6–3         |
| 2012       | Jérémy Chardy        | Adrián Menéndez Maceiras | 6–4, 6–3         |
| 2011       | Vincent Millot       | Gilles Müller            | 7–6(6), 2–6, 6–4 |
| 2010       | Florian Mayer        | Flavio Cipolla           | 6–3, 6–0         |
| 2009       | Brendan Evans        | Florian Mayer            | 4–6, 6–3, 6–4    |
| 2008       | Flavio Cipolla       | Stéphane Bohli           | 6–4, 7–5         |
| 2007       | Michael Russell      | David Guez               | 6–0, 6–1         |
| 2006       | Gilles Simon (2)     | Rik De Voest             | 6–2, 5–7, 6–2    |
| 2005       | Gilles Simon (1)     | Björn Phau               | 6–3, 6–0         |
| 2004       | Non disputato        | Non disputato            | Non disputato    |
| 2003       | Guillermo Cañas      | Todd Reid                | 6–4, 6–3         |

### Doppio
| Anno       | Campioni                                    | Finalisti                                   | Punteggio                     |
| ---------- | ------------------------------------------- | ------------------------------------------- | ----------------------------- |
| 2025       | Blake Bayldon Colin Sinclair (3)            | Ryuki Matsuda Ryotaro Taguchi               | 6–3, 7–5                      |
| 2024       | Colin Sinclair (2) Rubin Statham (2)        | Toshihide Matsui Calum Puttergill           | 7–5, 6–2                      |
| 2023       | Colin Sinclair (1) Rubin Statham (1)        | Toshihide Matsui Kaito Uesugi               | 6–4, 6–3                      |
| 2022- 2021 | Non disputato                               | Non disputato                               | Non disputato                 |
| 2020       | Andrea Pellegrino Mario Vilella Martínez    | Luca Margaroli Andrea Vavassori             | 7–6(1), 3–6, [12–10]          |
| 2019       | Dustin Brown Donald Young                   | André Göransson Sem Verbeek                 | 7–5, 6–4                      |
| 2018       | Hugo Nys Tim Pütz                           | Alejandro González Jaume Munar              | 6–2, 6–2                      |
| 2017       | Quentin Halys Tristan Lamasine              | Adrián Menéndez Maceiras Stefano Napolitano | 7–6(9), 6–1                   |
| 2016       | Julien Benneteau Édouard Roger-Vasselin (2) | Grégoire Barrère Tristan Lamasine           | 7–6(4), 3–6, [10–5]           |
| 2015       | Austin Krajicek (2) Tennys Sandgren (2)     | Jarmere Jenkins Bradley Klahn               | 7–6(2), 6(5)–7, [10–5]        |
| 2014       | Austin Krajicek (1) Tennys Sandgren (1)     | Ante Pavić Blaž Rola                        | 7–6(4), 6–4                   |
| 2013       | Samuel Groth Toshihide Matsui               | Artem Sitak Jose Rubin Statham              | 7–6(6), 1–6, [10–4]           |
| 2012       | Sonchat Ratiwatana Sanchai Ratiwatana       | Axel Michon Guillaume Rufin                 | 6–0, 6–4                      |
| 2011       | Dominik Meffert Frederik Nielsen            | Flavio Cipolla Simone Vagnozzi              | 7–6(4), 5–7, [10–5]           |
| 2010       | Édouard Roger-Vasselin (1) Nicolas Devilder | Flavio Cipolla Simone Vagnozzi              | 5–7, 6–2, [10–6]              |
| 2009       | Torneo cancellato per pioggia               | Torneo cancellato per pioggia               | Torneo cancellato per pioggia |
| 2008       | Flavio Cipolla Simone Vagnozzi              | Jan Mertl Martin Slanar                     | 6–4, 6–4                      |
| 2007       | Alex Kuznetsov Philipp Simmonds             | Thierry Ascione Édouard Roger-Vasselin      | 7–6(5), 6–3                   |
| 2006       | Alex Bogomolov Jr. Todd Widom               | Lars Burgsmüller Denis Gremelmayr           | 3–6, 6–2, [10–6]              |
| 2005       | Stephen Huss (2) Wesley Moodie              | Jérôme Golmard Harel Levy                   | 6–3, 6–0                      |
| 2004       | Non disputato                               | Non disputato                               | Non disputato                 |
| 2003       | Stephen Huss (1) Ashley Fisher              | Luke Bourgeois Vince Mellino                | 3–6, 6–4, 6–4                 |